# Heinz Linge
Heinz Linge (Bremen, 23 de marzo de 1913 – Hamburgo, 9 de marzo de 1980) fue un oficial de las SS, que ejerció como Ayuda de cámara y Oficial de protocolo del dictador alemán Adolf Hitler. Linge se encontraba presente en el Führerbunker el 30 de abril de 1945, cuando Hitler se suicidó.

## Biografía

### Primeros años
Linge nació en Bremen, en el entonces Imperio Alemán. En su juventud trabajó como albañil, antes de unirse a las Schutzstaffel (SS) en 1933. Sirvió en el Leibstandarte SS Adolf Hitler (LSSAH), la guardia personal de Adolf Hitler. En 1934, cuando formaba parte de la Primera Guardia en la residencia de Hitler en el Obersalzberg, cerca de Berchtesgaden, Linge fue seleccionado para servir en la Cancillería del Reich. Hacia el final de la Segunda Guerra Mundial ostentaba el rango de SS-Obersturmbannführer (Teniente coronel).

### Ayudante de Hitler
El 24 de enero de 1935, Linge fue elegido para servir como ayudante de cámara de Hitler. En aquel momento, era uno de los tres ayudantes que Hitler tenía por entonces. En septiembre de 1939, Linge reemplazó a Karl Wilhelm Krause ayudante jefe de Hitler. Linge trabajó como ayudante suyo en la Cancillería del Reich en Berlín, en la residencia de Hitler cerca de Berchtesgaden, y en el Wolfsschanze cerca de Rastenburg. Como ayudante de cámara de Hitler, Linge También fue miembro del Führerbegleitkommando, una unidad de élite que proporcionaba una protección personal a Hitler. En 1944 se convirtió en jefe del servicio de personal de Hitler. Además de acompañar a Hitler en todos sus viajes, él era responsable de los alojamientos; todos los sirvientes, rancheros, cocineros, y también el servicio de cáterin y limpieza quedaron «subordinados» a Linge.

### Berlín 1945
Linge fue uno de los numerosos soldados, sirvientes, secretarios y oficiales que se trasladaron junto a Hitler a la Cancillería del Reich y al Führerbunker de Berlin, en enero de 1945. En esa época todavía continuaba siendo su jefe de personal y oficial de protocolo, y fue también uno de los más cercanos testigos de los últimos días de la vida de Hitler durante la Batalla de Berlín. Linge entregaba mensajes a Hitler frecuentemente y acompañaba a todos aquellos que iban a encontrarse con Hitler. Dos días antes de su suicidio junto a Eva Braun, el 30 de abril, Hitler le confió a Linge sus intenciones de suicidarse. Le pidió a Linge que sus cuerpos fueran envueltos en mantas y llevados hasta el jardín para ser incinerados. Después de su matrimonio con Eva, Hitler pasó la última noche de su vida despierto, aunque acostado y completamente vestido en su cama.
El 30 de abril, Hitler mantuvo su última comida del mediodía con sus secretarias. Después del almuerzo, Linge habló brevemente con Eva Braun. Posteriormente describió que Braun aparentaba encontrarse pálida y haber dormido pocas horas de sueño, y que tras una corta conversación le dio las gracias por su servicio. Hitler se despidió de cada uno de sus sirvientes y subordinados. Posteriormente, Hitler se retiró a su estudio a las 15:15 horas. Allí, Linge preguntó a Hitler por nuevas órdenes. Hitler declaró que iba a pegarse un tiro y que Linge ya debía saber lo que tenía que hacer. Además, se había dado la orden de dispersarse; Linge debería unirse a uno de los grupos de fuga y tratar de llegar hacia el Oeste. Tras la corta conversación con Hitler, Linge le saludó y se marchó.
Después del suicidio de Hitler y Eva Braun, los dos cuerpos fueron subidos por las escaleras hacia el nivel del suelo y sacados a través de la salida de emergencia hacia el Jardín de la Cancillería, donde ambos cuerpos serían incinerados con gasolina. Después de un primer fallido intento de incendiar la gasolina, Linge volvió al Búnker y regresó de nuevo con un grueso rollo de papeles. Martin Bormann encendió los papeles y los arrojó sobre los cadáveres. Mientras Hitler y Eva Braun se consumían por las llamas, el pequeño grupo compuesto por Bormann, Linge, Otto Günsche, Joseph Goebbels, Erich Kempka, Peter Högl, Ewald Lindloff, y Hans Reisser, realizaron el saludo nazi y rápidamente regresaron al interior del Búnker.
Alrededor de las 16:15, Linge ordenó al SS-Untersturmführer Heinz Krüger y al SS-Oberscharführer Werner Schwiedel enrollar la alfombra del despacho de Hitler para quemarla, cosa que hicieron después de subirla y sacarla al exterior. Allí la alfombra fue colocada en el suelo y quemada. Durante varios intervalos horarios de aquella tarde, los soviéticos bombardearon el área en la que se encontraba la Cancillería. Más tarde, Linge se dio cuenta de que el fuego no había destruido completamente los restos, dado que los cuerpos estaban siendo quemados al aire libre. Los guardas de las SS hubieron de traer más bidones de gasolina para consumar la cremación, que duró desde las 16:00 hasta las 18:30. En torno a esa hora, los restos fueron enterrados en un cráter de bomba poco profundo por Lindloff y Reisser.
Linge fue uno de los últimos en abandonar el Führerbunker en las primeras horas del 1 de mayo de 1945. Se unió a uno de los grupos de huida junto al SS-Obersturmbannführer Erich Kempka, el conductor personal de Hitler. Linge sería capturado más tarde cerca de la See-Strasse. El 2 de mayo los restos mal incinerados de Hitler, Braun, y dos perros (se cree que estos eran Blondi y su cría, Wulf) fueron descubiertos en un cráter del jardín de la Cancillería por una unidad del SMERSH. El 5 de mayo, los restos fueron sacados y trasladados en secreto. De acuerdo al historiador británico Ian Kershaw, los cadáveres de Braun y Hitler se encontraban totalmente quemados cuando el Ejército Rojo los encontró, y sólo una mandíbula inferior era lo único que podía ser identificado como los restos de Hitler.
Varios días después, después de que su identidad hubiera sido revelada, dos oficiales soviéticos escoltaron a Linge en tren hacia Moscú, donde fue encarcelado en la famosa Prisión de Lubyanka.

### Encarcelamiento y vida posterior
Linge estuvo encarcelado por los soviéticos durante diez años y no sería puesto en libertad hasta 1955. Durante su encarcelamiento, Linge y Günsche fueron interrogados por oficiales del NKVD soviético sobre las circunstancias de la muerte de Hitler. Un dossier  con información referente al suceso fue editado por oficiales del NKVD y presentado a Stalin el 30 de diciembre de 1949. 
Linge murió en Bremen, en la entonces Alemania Occidental, en 1980.